# Eva Bosáková
Eva Bosáková (Geboren als: Eva Věchtová) (Mladá Boleslav, 18 december 1931 – Praag, 10 januari 1991) was een turnster uit Tsjecho-Slowakije (tegenwoordig Tsjechië). Ze vertegenwoordigde haar land op de Olympische Zomerspelen 1952 in Helsinki, de Olympische Zomerspelen 1956 in Melbourne en de Olympische Zomerspelen 1960 in Rome.

## Carrière
In 1960 werd ze in Tsjecho-Slowakije verkozen tot sportvrouw van het jaar. Na haar topsportcarrière werd Bosáková turncoach in Tsjecho-Slowakije. Ook haar vader turnde op hoog niveau, hij werd tijdens de Olympische Zomerspelen 1936 vierde op de team meerkamp.
Op 59-jarige leeftijd overleed Bosáková aan een aneurysma.

## Actrice
Bosáková speelde een hoofdrol in de film O něčem jiném (1963), geregisseerd door Věra Chytilová, in het Engels uitgebracht onder de titel Something Different. In de film wordt, in documentairestijl, het leven gevolgd van een tweetal vrouwen. Bosáková speelde de rol van Eva, een olympische gymnaste. Daarnaast speelde ze een rol in de komedie Bylo čtvrt a bude půl (1968), geregisseerd door Vladimír Čech.

## Resultaten

### Olympische Zomerspelen
| Jaar | Plaats    | Resultaten |
| ---- | --------- | --- |
| 1952 | Helsinki  | Team meerkamp · 14e Individuele meerkamp · 6e Team ritmische gymnastiek · 33e Sprong · 15e Brug ongelijk · 13e Balk · 13e Vloer |
| 1956 | Melbourne | 5e Team meerkamp · 7e Individuele meerkamp · 7e Team ritmische gymnastiek · 22e Sprong · 4e Brug ongelijk · Balk · 4e Vloer     |
| 1960 | Rome      | Team meerkamp · 10e Individuele meerkamp · Balk · 4e Vloer                                                                      |

### Wereldkampioenschappen
| Jaar | Plaats | Resultaten                                                                |
| ---- | ------ | ------------------------------------------------------------------------- |
| 1954 | Rome   | Team meerkamp · Individuele meerkamp · 4e Brug ongelijk · Balk · Vloer    |
| 1958 | Moskou | Team meerkamp · Individuele meerkamp · Brug ongelijk · 4e Balk · Vloer    |
| 1962 | Praag  | Team meerkamp · 4e Individuele meerkamp · Brug ongelijk · Balk · 4e Vloer |

### Europese kampioenschappen
| Jaar | Plaats    | Resultaten                                      |
| ---- | --------- | ----------------------------------------------- |
| 1957 | Boekarest | 7e Individuele meerkamp · Brug ongelijk · Vloer |
| 1959 | Krakau    | 5e Individuele meerkamp · 4e Balk · Vloer       |
| 1961 | Leipzig   | 10e Individuele meerkamp 5e Balk                |

### Topscores
Hoogst behaalde scores op mondiaal niveau (Olympische Spelen of Wereldkampioenschap finales).
| Onderdeel            | Score  | Wedstrijd                   | Locatie  |
| -------------------- | ------ | --------------------------- | -------- |
| Individuele meerkamp | 76.898 | Wereldkampioenschappen 1962 | Praag    |
| Sprong               | 18.200 | Olympische Zomerspelen 1952 | Helsinki |
| Brug ongelijk        | 19.466 | Wereldkampioenschappen 1962 | Praag    |
| Balk                 | 19.499 | Wereldkampioenschappen 1962 | Praag    |
| Vloer                | 19.466 | Wereldkampioenschappen 1962 | Praag    |